# Ԓ

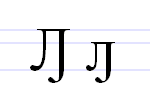
Kyrillischer Buchstabe el mit Haken.

Ԓ (kleingeschrieben ԓ) ist ein Buchstabe des kyrillischen Alphabets, bestehend aus einem Л mit Haken. Er wurde erstmals 1996 in der tschuktschischen Sprache verwendet, um das Л abzulösen, da die Aussprache des Buchstaben in Tschuktschisch von der russischen Aussprache abweicht.
Der Buchstabe wurde erst mit Version 5.0 in den Unicode-Standard hinzugefügt und ist selten verfügbar.

## Zeichenkodierung
| Standard  | Standard    | Majuskel Ԓ                           | Minuskel ԓ                         |
| --------- | ----------- | ------------------------------------ | ---------------------------------- |
| Unicode   | Codepoint   | U+512                                | U+513                              |
| Unicode   | Name        | CYRILLIC CAPITAL LETTER EL WITH HOOK | CYRILLIC SMALL LETTER EL WITH HOOK |
| UTF-8     | UTF-8       | D4 92                                | D4 93                              |
| XML/XHTML | dezimal     | &#1298;                              | &#1299;                            |
| XML/XHTML | hexadezimal | &#x512;                              | &#x513;                            |